# Extreme Rules (2011)
Extreme Rules (2011) – trzecia gala wrestlingu z cyklu Extreme Rules wyprodukowana przez federację WWE dla zawodników z brandów Raw i SmackDown. Odbyła się 1 maja 2011 w St. Pete Times Forum w Tampie w stanie Floryda.
Było to pierwsze wydarzenie WWE PPV, które odbyło się w Tampie od czasu Survivor Series w 2000 roku. Była to także ostatnie Extreme Rules zorganizowane w ramach pierwszego podziału na brandy, który zakończyo się w sierpniu, ale został przywrócone w lipcu 2016 roku. Było to także pierwsze PPV firmy promowane pod skróconą nazwą handlową WWE, ponieważ po WrestleManii XXVII w poprzednim miesiącu firma zaprzestała używania pełnej nazwy World Wrestling Entertainment, mimo że nadal jest to oficjalna nazwa firmy.
Koncepcja Extreme Rules polega na tym, że w trakcie wydarzenia mają miejsce różne walki hardcore. Na kartę wydarzenia złożyło się osiem walk, z czego siedem odbyło się w stypulacji hardcorowej, a przed transmisją na żywo odbył się jeden dark match. W walce wieczoru John Cena pokonał obrońcę tytułu The Miza i Johna Morrisona w Triple Threat Steel Cage matchu i zdobył WWE Championship Raw. W innych promowanych walkach Christian pokonał Alberto Del Rio w ladder matchu, aby wygrać zwakowane World Heavyweight Championship SmackDown, Kofi Kingston pokonał Sheamusa w tables matchu, aby wygrać United States Championship SmackDown, a w walce otwierającej Randy Orton pokonał CM Punka w Last Man Standing matchu.
Było to także drugie wydarzenie Extreme Rules, po inauguracyjnym wydarzeniu w 2009 roku, w którym nie odbył się tytułowy Extreme Rules match. Godnym uwagi był także debiut w WWE Kharmy, wcześniej znanej jako Awesome Kong w Total Nonstop Action Wrestling.
Wydarzenie zakupiono w systemie pay-per-view 209 000 razy, co oznacza wzrost w porównaniu z zeszłoroczną imprezą, która wyniosła 182 000 zakupów.

## Produkcja

### Tło
Extreme Rules to coroczne gimmickowe pay-per-view (PPV) wyprodukowane przez WWE od 2009 roku - w kwietniu 2011 roku promocja przestała działać pod pełną nazwą World Wrestling Entertainment.
Koncepcja programu jest taka, że wydarzenie obejmuje różne walki rozgrywane na zasadach hardkorowych i zazwyczaj obejmuje jedną walkę Extreme Rules. Nieistniejąca już promocja Extreme Championship Wrestling, którą WWE przejęło w 2003 roku, pierwotnie używała terminu „extreme rules” do opisania regulaminu wszystkich swoich meczów; WWE przyjęło ten termin i od tego czasu używa go zamiast „hardcore match” lub „hardcore rules”. Extreme Rules 2011 była trzecią galą w chronologii Extreme Rules, w której uczestniczyli zapaśnicy brandów Raw i SmackDown. Odbyła się 1 maja 2011 roku w St. Pete Times Forum w Tampie na Florydzie.

### Rywalizacje
Royal Rumble oferowało walki profesjonalnego wrestlingu z udziałem wrestlerów należących do brandów Raw i SmackDown. Wyreżyserowane rywalizacje (storyline’y) były kreowane podczas cotygodniowych gal Raw i SmackDown. Wrestlerzy są przedstawieni jako heele (negatywni, źli zawodnicy i najczęściej wrogowie publiki) i face’owie (pozytywni, dobrzy i najczęściej ulubieńcy publiki), którzy rywalizują pomiędzy sobą w seriach walk mających budować napięcie. Kulminacją rywalizacji jest walka wrestlerska lub ich seria.

## Wyniki walk
| Nr                                                                                    | Wyniki                                                                         | Stypulacje                                              | Czas  |
| ------------------------------------------------------------------------------------- | ------------------------------------------------------------------------------ | ------------------------------------------------------- | ----- |
| 1D                                                                                    | Sin Cara pokonał Tysona Kidda                                                  | Singles match                                           | –     |
| 2                                                                                     | Randy Orton pokonał CM Punka                                                   | Last Man Standing match                                 | 20:06 |
| 3                                                                                     | Kofi Kingston pokonał Sheamusa (c)                                             | Tables match o WWE United States Championship           | 9:09  |
| 4                                                                                     | Michael Cole i Jack Swagger pokonali Jerry'ego „The King” Lawlera i Jima Rossa | Country Whipping match                                  | 7:04  |
| 5                                                                                     | Rey Mysterio pokonał Cody'ego Rhodesa                                          | Falls Count Anywhere match                              | 20:06 |
| 6                                                                                     | Layla pokonała Michelle McCool                                                 | No Disqualification, No Countout Loser Leaves WWE match | 5:24  |
| 7                                                                                     | Christian pokonał Alberto Del Rio                                              | Ladder match o zwakowane World Heavyweight Championship | 21:05 |
| 8                                                                                     | Big Show i Kane (c) pokonali The Corre (Wade'a Barretta i Ezekiela Jacksona)   | Lumberjack match o WWE Tag Team Championship            | 20:06 |
| 9                                                                                     | John Cena pokonał The Miza (c) i John Morrisona                                | Triple Threat Steel Cage match o WWE Championship       | 19:50 |
| (c) – mistrz/mistrzyni przed walkąD – walka była dark matchem (nietransmitowana w TV) |                                                                                |                                                         |       |